# Heteronoma mexicanum
Heteronoma mexicanum là một loài thực vật có hoa trong họ Mua. Loài này được (Hook. & Arn.) Benth. mô tả khoa học đầu tiên năm 1844.